# Alexander Schmidt (Fußballspieler)
Alexander Schmidt (* 19. Jänner 1998 in Wien) ist ein österreichischer Fußballspieler.

## Karriere

### Verein
Schmidt begann seine Karriere beim First Vienna FC. 2012 kam er in die Akademie des FC Red Bull Salzburg. Im Sommer 2016 wurde er in den Kader des Farmteams der Bullen, dem FC Liefering, hochgezogen.
Im November 2016 debütierte er in der zweiten Liga, als er am 16. Spieltag der Saison 2016/17 in der Halbzeitpause für Robert Mudražija eingewechselt wurde.
Für den FC Red Bull Salzburg stand er im Team der U-19 für die UEFA Youth League. Im Finalspiel erzielte er als Einwechselspieler den Siegtreffer gegen Benfica Lissabon.
Im Dezember 2017 wurde sein Vertrag bis Mai 2021 verlängert. Zur Saison 2019/20 wurde er an den Bundesligisten Wolfsberger AC verliehen. Bis zum Ende der Leihe kam er zu 19 torlosen Einsätzen in der Bundesliga für die Kärntner.
Zur Saison 2020/21 wechselte er zum LASK, bei dem er einen bis Juni 2023 laufenden Vertrag erhielt. Schmidt wurde aber direkt an den Ligakonkurrenten SKN St. Pölten verliehen. Bis zum Ende der Leihe kam er zu 28 Bundesligaeinsätzen für die Niederösterreicher, in denen er 13 Tore erzielte. Mit dem SKN stieg er zu Saisonende allerdings aus der Bundesliga ab. Zur Saison 2021/22 kehrte er zum LASK zurück. Für die Oberösterreicher kam er insgesamt zu 22 Bundesligaeinsätzen, in denen er zwei Tore erzielte.
Im September 2022 wechselte Schmidt nach Portugal zum FC Vizela, bei dem er einen bis Juni 2024 laufenden Vertrag erhielt. Für Vizela kam er in der Saison 2022/23 zu zehn Einsätzen in der Primeira Liga. Im August 2023 löste er seinen Vertrag in Portugal auf.
Anschließend kehrte er nach Österreich zurück und wechselte zum FK Austria Wien, bei dem er einen bis 2024 laufenden Vertrag erhielt. Für die Austria kam er zu 18 Bundesligaeinsätzen. Nach seinem Vertragsende verließ er die Austria nach der Saison 2023/24 wieder. Zur Saison 2024/25 zog er anschließend innerhalb der Liga zum FC Blau-Weiß Linz weiter, bei dem er einen bis 2025 laufenden Vertrag unterschrieb. Für die Linzer absolvierte er 27 Bundesligapartien, in denen er einmal traf. Nach der Saison 2024/25 verließ er den Verein nach Vertragsende wieder.
Zur Saison 2025/26 wechselte er anschließend zu Zweitligist Admira Wacker.

### Nationalmannschaft
Schmidt spielte im Februar 2015 gegen Italien erstmals für die österreichische U-17-Auswahl, für die er bis März 2015 drei Spiele absolvierte. Im November 2019 debütierte er gegen den Kosovo für die U-21-Mannschaft.

## Erfolge
- UEFA Youth League: 2017